# Lord teniente del Gran Londres
El lord teniente del Gran Londres es el representante del monarca británico en el condado ceremonial del Gran Londres. El cargo fue establecido en 1965 en sustitución de las anteriores tenencias de Londres y Middlesex. El lord teniente tiene un representante en cada municipio del Gran Londres, salvo en la Ciudad de Londres, que tiene su propia Comisión de Tenencia presidida por el Lord Alcalde de Londres.

## Lores tenientes
| Lort teniente | Lort teniente    | Años en el cargo |
| ------------- | ---------------- | ---------------- |
|               | Harold Alexander | 1965-1966        |
|               | Gerald Templer   | 1966-1973        |
|               | Charles Elworthy | 1973-1978        |
|               | Norah Phillips   | 1978-1985        |
|               | Edwin Bramall    | 1986-1998        |
|               | Peter Imbert     | 1998-2008        |
|               | David Brewer     | 2008-presente    |